# Dewas (stato)
Lo Stato di Dewas fu uno stato principesco del subcontinente indiano, avente per capitale la città di Dewas. La sua particolarità fu quella, sin dalla sua fondazione, di essere una monarchia duale, ovvero retta da due sovrani contemporaneamente per seguire la tradizione che aveva visto i due primi monarchi fratelli regnare sullo stesso trono contemporaneamente.

## Storia
Lo Stato di Dewas venne fondato ufficialmente nel 1728 da due fratelli del clan Pawar, che avanzarono nel Malwa col maratha peshwa Baji Rao, e divisero i territori conquistati tra di loro.
I due raja a capo del Dewas vivevano però in residenze separate nella capitale di Dewas, e governavano su aree separate tra loro.
La "linea minore" aveva assegnata un'area di 440 km² ed una popolazione di 54.904 nel 1901, mentre la "linea maggiore" aveva un territorio di 446 km² ed una popolazione di 62.312 nello stesso anno. I due regnanti ebbero il titolo di raja fino al 1917, e divennero maharaja dal 1918. Dopo l'indipendenza dell'India nel 1947, entrambi i maharaja si accordarono per entrare nell'Unione Indiana divenendo parte col loro Stato dello Stato di Madhya Bharat. Nel 1956, lo Stato di Madhya Bharat venne unito al Madhya Pradesh.

### Governanti (Linea minore)

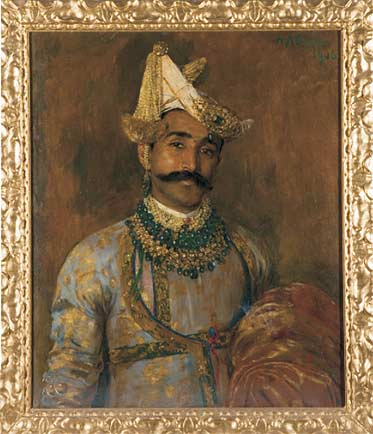
Il maharaja Sadashiv Rao Puar di Dewas

#### Raja
- 1728 - 15 agosto 1774 Jivaji Rao Puar "Dada Sahib"  (m. 1774)
- 15 agosto 1774 - 2 dicembre 1790 Sadashiv Rao I Puar (m. 1790)
- 2 dicembre 1790 - 1817 Rukmangad Rao Puar   (n. 17. - m. 1817)
- 1817 - 1840 Anand Rao Puar "Rao Sahib"   (m. 1840)
- 1840 - 12 maggio 1864 Haibat Rao Puar (m. 1864)
- 12 maggio 1864 - 19 gennaio 1892 Narayan Rao Puar "Dada Sahib" (n. 1860 - m. 1892)
- 12 maggio 1864 - 1877 Yamuna Bai Sahib -Regent + Rao Bahadur R.J. Bhide (sovrintendente)
- 19 gennaio 1892 - 1º gennaio 1918 Malhar Rao Puar "Bhava Sahib" (n. 1877 - m. 1934) (dal 1º gennaio 1917, Sir Malhar Rao Puar)
- 19 gennaio 1892 - 10 agosto 1913 Lala Bisheshas Nath -reggente

#### Maharaja
- 1º gennaio 1918 - 4 febbraio 1934 Sir Malhar Rao Puar "Bhava Sahib"
- 4 febbraio 1934 - 2 dicembre 1943 Sadashiv Rao II Puar "Khasi Sahib" (n. 1887 - m. 1943)
- 2 dicembre 1943 - 15 agosto 1947 Yeshwant Rao Puar "Bhav Sahib" (n. 1905 - m. 1965) (dal 14 agosto 1947, Sir Yeshwant Rao Puar)

### Governanti (Linea maggiore)

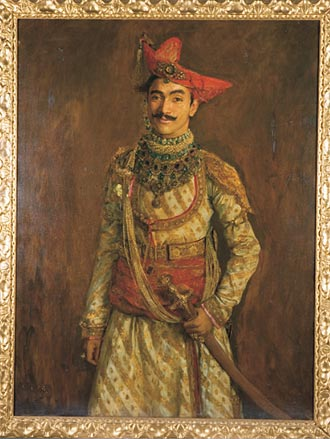
Il maharaja Tukoji Rao III Puar di Dewas

#### Raja
- 1728 - 16 novembre 1754 Tukaji Rao I Puar   (n. c.1696 - m. 1754)
- 16 novembre 1754 - 24 marzo 1789 Krishnaji Rao I Puar (n. 1740 - m. 1789) 
  - 16 novembre 1754 - 1756 Rani Savitribai (f) -reggente
- 24 marzo 1789 - 28 settembre 1827 Tukaji Rao II Puar   (n. 1783 - m. 1827) 
  - 24 marzo 1789 - 4 ottobre 1794 Rani Gangabai (f) -reggente
- 28 settembre 1827 - 26 luglio 1860 Rukmangad Tukaji Rao Puar   (n. 1821 - m. 1860) "Khasi Sahib" 
  - 28 settembre 1827 - 1835 Bhawanibai Raje Sahib (f) -reggente (n. 1835)
- 26 luglio 1860 - 12 ottobre 1899 Krishnaji Rao II Puar   (n. 1849 - m. 1899) "Baba Sahib" 
  - 26 ottobre 1860 - 23 marzo 1867 Maharani Yamunabai (f) -reggente (n. 1829 - m. 1909)
- 12 ottobre 1899 - 1º gennaio 1918 Tukojirao III Puar "Kesho Rao    (n. 1888 - m. 1937)  Bapu Sahib" (dal 12 dicembre 1911, Sir Rao III Puar)

#### Maharaja
- 1º gennaio 1918 - 21 dicembre 1937 Sir Tukojirao III Puar "Kesho Rao Bapu Sahib" (emigrò a Pondicherry, India Francese il 26 luglio 1934)
- 21 dicembre 1937 - 23 marzo 1947 Vikramasimharao Puar "Nana Sahib" (n. 1910 - m. 1983) (dal 12 giugno 1941, Sir Vikramasimha Rao Puar) (amministratore dal 26 luglio 1934)
  - 11 agosto 1941 - 15 maggio 1943 Maharani Pramulabai (f) -reggente (n. 1910 - m. 2008) (1ª volta)
- 23 marzo 1947 - 15 agosto 1947 Krishnajirao III Puar "Aba Sahib" (n. 1932 - m. 1999)
  - 23 marzo 1947 - 15 agosto 1947 Maharani Pramulabai (f) -reggente (s.a.) (2ª volta)